# Vladimir Antonov-Ovsejenko
Vladimir Aleksandrovič Antonov-Ovsejenko (rusko Владимир Александрович Антонов-Овсеенко, Vladimir Aleksandrovič Antonov-Ovseenko,  ukrajinsko Володимир Олександрович Антонов-Овсієнко, Volodimir Oleksandrovič Antonov-Ovsijenko) s partijskima vzdevkoma Bajonet (rusko Штык, Štik) in Nikita (rusko Никита) in literarnim psevdonimom A. Galski, bil viden boljševiški voditelj, državnik Sovjetske zveze, vojaški poveljnik in diplomat. Med veliko čistko je bil usmrčen. 

## Zgodnja leta
Rojen je bil v Černigovu kot sin pehotnega častnika in plemiča. Bil je etnični Ukrajinec.
Leta 1901 je iz Voroneškega kadetskega korpusa vstopil v Nikolajevsko vojaško inženirsko šolo, vendar "ni hotel priseči zvestobe carju in domovini". Kasneje je to pojasnil z "organskim odporom do militarizma". Po tednu in pol zapora so ga izključili iz šole. Antonov-Ovsejenko se je nato pridružil študentskemu marksističnemu krožku v Varšavi. Sam je o tem zapisal: 
"Pri 17 letih sem se razšel s svojimi starši, ker so bili ljudje starih monarhističnih nazorov in jih nisem hotel več poznati. Krvne vezi niso vredne nič, če ni drugih."
Spomladi 1902 je v Sankt Peterburgu delal najprej kot delavec v Aleksandrovskem pristanišču in nato pa kot kočijaž v Društvu za zaščito živali. Jeseni 1902 je vstopil v Sanktpeterburško pehotno kadetnico. Na skrivaj se je pridružil Ruski socialdemokratski delavski stranki (RSDLP) in se v petih mestih med diplomiranimi častniki lotil organiziranja vojaškega dela stranke. Avgusta 1904 je diplomiral in bil kot podporočnik napoten v 40. kolivanski pehotni polk, stacioniran v Varšavi. 

### Sodelovanje v ruski revoluciji leta 1905
Med rusko-japonsko vojno je bil spomladi 1905 poslan na Daljni vzhod, vendar je namesto tega dezertiral in se odločil za ilegalo. Po lastnih spominih so mu pri tem pomagali lokalni socialdemokrati, zlasti Jakov Ganecki. Antonov-Ovsejenko je odšel v Krakov in Lvov, takrat del Avstro-Ogrske, in ostal v stiku s svojimi tovariši na Poljskem. Čez nekaj časa se je nezakonito vrnil na Poljsko in skupaj s Feliksom Dzeržinskim poskušal organizirati vojaško vstajo dveh pehotnih polkov in topniške brigade v Pulaviju. Poskus se je končala z neuspehom, aretacijo in namestitvijo v varšavski zapor, od koder mu je uspelo pobegniti. 
Podrobnosti njegovega pobega so opisane v poročilu vodje varšavskega zapora: 
"Danes ob 17.30 je Vladimir Antonov-Ovsejenko pobegnil iz zapora, ki je bil zaupan mojemu pazniku, čigar primer je jutri predviden za obravnavo na vojaškem sodišču. Okoliščine, v katerih je bil drzen pobeg izveden, so naslednje. Med sprehodom po dvorišču je Antonov-Ovsejenko dobil dovoljenje za izvajanje "športnih vaj". Te športne vaje pa niso bile nič drugega kot vnaprej premišljena in pripravljen načrt pobega, ki ga je izvedel med "preskokom", v katerem eden od ujetnikov skoči na hrbet drugega in oblikuje "lestev". Nato so ujetniki komično popadali na tla, kar je med pazniki ustvarilo dobro razpoloženje. Po desetih minutah te igre je Antonov-Ovsejenko, ko je paznike popolnoma uspaval, obrnil smer "preskoka" na edino drevo v zaporu. Od tam je skočil čez zid."
Antonov-Ovsejenko se je ponovno preselil v Avstro-Ogrsko, od koder ga je lokalna menjševiška emigrantska skupina poslala v Sankt Peterburg, kamor je prispel v začetku maja. Postal je član peterburškega komiteja RSDLP in predsednik njegove vojaške sekcije, ki se je ukvarjala z agitacijo med vojaškim osebjem. 
Konec junija so ga v Kronštatu aretirali. Zaradi lažnega imena se je izognil vojnemu sodišču. Oktobra 1905 je bil izpuščen na podlagi amnestije po objavi Oktobrskega manifesta. Antonov-Ovsejenko se je po izpustitvi skrival v Moskvi. 

## Leta v ilegali in izgnanstvu
Leta 1906 je poskušal organizirati vstajo v Sevastopolu, zaradi česar je bil po oboroženem odporu znova aretiran. Leto kasneje je bil obsojen na smrt, vendar mu je bila kazen znižana na 20 let težkega dela. Junija 1907, tik preden bi ga poslali v Sibirijo, je s skupino 15–20 jetnikov pobegnil tako, da je razstrelil zid zapora. Zatem se je najprej skrival na Finskem in nato delal v ilegali v Sankt Peterburgu in Moskvi. V Moskvi se je skrival na domu odvetnika Pavla Maljantoviča, specializiranega za revolucionarno agitacijo med vojaškim osebjem in v sindikatu tiskarjev v Moskvi. 
Leta 1909 je bil ponovno aretiran, vendar pod izmišljenim imenom. V zaporu je preživel šest mesecev. Sredi leta 1910 je nezakonito zapustil Rusijo in odšel v Prusijo, od koder je bil izgnan. Naselil se je v Parizu, kjer je deloval kot tajnik menjševiškega biroja. 
Kmalu po izbruhu prve svetovne vojne se je Antonov-Ovsejenko ločil od menjševikov in ustanovil protivojni časopis Golos (Glas), pozneje preimenovan v Naše slovo (Naša beseda), ki ga je urejal skupaj z Levom Trockim in Julijem Martovim. Trocki je v svojih spominih na to obdobje zapisal: 
"Antonov-Ovsejenko je po naravi impulziven optimist, mnogo sposobnejši za improvizacijo kot za računanje. Kot nekdanji nižji častnik je imel nekaj vojaškega znanja. Med veliko vojno je kot emigrant vodil vojaško revijo v pariškem časopisu Naše slovo in pogosto izkazoval strateško pronicljivost."

## Revolucionarna dejavnost leta 1917
Antonov-Ovsejenko se je junija 1917 vrnil v Rusijo in se pridružil boljševikom. Kot član Vojaške organizacije pri Centralnem komiteju RSDLP(b) je bil poslan v Helsingfors (Helsinki), da bi vodil propagandno delo med vojaki severne fronte in mornarji baltske flote. Za kratek čas je bil vodja partijske organizacije v Helsingforsu in predsednik severnega kongresa sovjetov. Hkrati je urejal časopis Volna. 
Po julijskih dnevih ga je  začasna vlada aretirala in ga skupaj s Trockim zaprla v zapor Kresti, kjer je skupaj s Fjodorjem Razkolnikovim v imenu aretiranih boljševikov sestavil pisni protest proti njihovim aretacijam. Potem ko je bil 4. septembra 1917 proti varščini izpuščen, se je vrnil v Helsingfors, kjer ga je Centrobalt imenoval za komisionarja generalnega guvernerja Finske. 
Po oktobrski revoluciji se je Antonov-Ovsejenko oktobra 1917 vrnil v Petrograd in bil imenovan za sekretarja vojaškega revolucionarnega komiteja Petrograjskega sovjeta. Trocki ga je takrat opisal kot "politično trhlega, a osebno pogumnega, impulzivnega in neurejenega, a iniciativnega moža...". Nanj se je v svoji knjigi Deset dni, ki so pretresli svet, spomnil John Reed:   
"V eni od zgornjih sob je sedel suh obraz, dolgolas posameznik, nekoč častnik v carjevi vojski, nato pa revolucionar in izgnanec, neki Avsejenko, imenovan Antonov, matematik in šahist; skrbno je sestavljal načrte za zaseg kapitala."
V okviru "operativne trojke", v kateri sta bila tudi Nikolaj Podvojski in Grigorij Čudnovski, je pripravil načrt za zavzetje Zimskega dvorca. V svojem poročilu na zasedanju Petrograjskega sovjeta 23. oktobra 1917 je poročal, da je petrograjski garnizon kot celota naklonjen prenosu oblasti na Sovjete. Rdeča garda je zasedla tovarne in skladišča orožja in se oborožila. Zunanji obroč obrambe Petrograda je bil okrepljen in sposobnost odziva poveljstva Petrograjskega vojaškega okrožja in začasne vlade na dejanja boljševikov je bil paraliziran.
Antonov-Ovsejenko je osebno vodil znameniti napad na Zimski dvorec 7. novembra (po julijanskem koledarju 25. oktober). Rdeča garda je vdrla v stavbo, kamor so se zatekli ministri ruske začasne vlade, razen premierja Aleksandra Kerenskega, in jih aretirala. Med njimi je bil tudi minister za pravosodje Pavel Maljantovič, ki je deset let prej dal zatočišče Antonov-Ovsejenku.
V dogodku, ki je v sovjetski zgodovini dobil nekaj mitičnega pridiha, ni nihče umrl. Sovjetske oblasti so napad na Zimski dvorec tri leta pozneje ponovno uprizorile v množičnem spektaklu, v katerem je sodelovalo več kot tisoč igralcev in statistov in si ga je ogledalo 100.000 gledalcev. Dogodek je bil tudi vrhunec klasičnega nemega filma Oktober iz leta 1928 v režiji Sergeja Eisensteina, v katerem je Antonov-Ovsejenko prevzel glavno vlogo in igral samega sebe.
Antonov-Ovsejenko je poročal poslancem o aretaciji ministrov začasne vlade v Petropavlovski trdnjavi na drugem vseruskem kongresu sovjetov 26. oktobra 1917. Na tem kongresu je bil imenovan za člana Vojaškega odbora Sovnarkoma pri Svetu ljudskih komisarjev. 

## Sodelovanje v državljanski vojni
Antonov-Ovsejenko je bil imenovan za vodjo boljševikov v prvem, razmeroma nekrvavem spopadu državljanske vojne pri Gačini proti Aleksandru Kerenskemu in odredu kozakov, ki ga je vodil Pjotr Krasnov, vendar so ga morali zamenjati, ko se je skoraj zgrudil zaradi psihične izčrpanosti.
21. decembra 1917 je bil postavljen na čelo revolucionarnih sil v Ukrajini in južni Rusiji, ki so se borile proti kozakom atamana Alekseja Kaledina in ukrajinskim enotam ruske carske vojske, ki so podpirale ukrajinsko Centralno rado. Rdeča armada je zavzela Harkov in razglasila novo sovjetsko upravo v Ukrajini. 
Antonov-Ovsejenko je nasprotoval Leninovi odločitvi, da konča vojno z Nemčijo v skladu z Brestlitovskim sporazumom Ukrajine s Centralnimi silami, in bil maja 1918 odpuščen iz Rdeče armade zaradi spodbujanja gverilskega vojskovanje proti napredujoči nemški vojski. Septembra 1918 je bil ponovno imenovan za ljudskega komisarja za vojno v Ukrajini. 
Konec aprila 1919 je poskušal doseči dogovor z Nikiforjem Grigorjevim, samooklicanim atamanom uporniških sil "Hersona, Zaporožja in Tavride". Grigorjev je poveljeval največji skupini enot na fronti in je od oktobrske revolucije že večkrat zamenjal strani. Grigorjev se je nazadnje strinjal, da bo podprl Ukrajinsko sovjetsko socialistično republiko in svoje čete preoblikoval v redne enote Rdeče armade. 
Grigorjev se je Antonovu-Ovsejenku pritožil nad politiko vojnega komunizma boljševikov, ki je v Rdečo armado vpoklicala ukrajinske kmete in rekvirirala zaloge hrane. Antonov-Ovsejenko, ki je prav tako kritiziral vojni komunizem in opazoval razpoloženje svojih vojakov, se je odločil prepričati Grigorjeva, naj ostane v Rdeči armadi, tako da mu je zaupal prestižno misijo pohoda v Besarabijo. Prepričal ga je tudi, da mu bosta zmaga nad romunskimi enotami v Besarabiji in posredovanje na Madžarskem zagotovila ogromno osebno slavo. 23. aprila se je Grigorjev strinjal, da bo izvršil njegove ukaze.
Grigorjev ni vkorakal v Besarabijo. Njegovi vojaki so takoj po odhodu Antonova-Ovsejenka začeli ropati in napadati judovsko prebivalstvo in komunistične uradnike. Istočasno so se v Hersonski guberniji, kjer so bile nameščene Grigorjeve sile, začeli množični kmečki nemiri proti prisilnim odvzemom hrane in represiji s strani uradnikov Čeke.
Grigorjeve sile so maja zavzele številna ukrajinska mesta, potem pa jih je porazila Rdeča armada pod poveljstvom Klimenta Vorošilova. Grigorjeva je ubil njegov zaveznik Nestor Mahno, ki se je bal, da bo Grigorjev prestopil k belim. Grigorjev neuspeli upor je v veliki meri onemogočil sovjetske načrte, da bi vkorakali v Besarabijo, jo pridružili sovjetski državi in nato posredovali na Madžarskem ter razširili komunistično revolucijo na Romunijo.
Antonov-Ovsejenko je bil do konca ruske državljanske vojne  zadolžen za Tambovsko gubernijo in je skupaj z Mihailom Tuhačevskim z uporabo kemičnega orožja brutalno zatrl tambovski upor v letih 1920–1921. Leta 1921 je bil odgovoren za odpravljanje lakote v Samarski regiji.

## Politična kariera
Leta 1922 je Antonov-Ovsejenko dobil zelo občutljivo mesto vodje političnega direktorata Rdeče armade, čeprav je javno nasprotoval Leninovi novi ekonomski politiki, ki jo je v govoru na kongresu Ruske komunistične partije (boljševikov) (KPSU) aprila 1922 obsodil kot izdajo kmetov. Med hitrim pešanjem Leninovega zdravja in nazadnje težki bolezni je podprl Trockega v boju za nasledstvo. Bil je podpisnik Deklaracije 46 oktobra 1923, ki je zahtevala večjo demokracijo znotraj stranke. 
Decembra, potem ko je bil eden od njegovih podrejenih odpuščen zaradi kritiziranja vodstva boljševikov, je Centralnemu komiteju napisal jezno pismo, v katerem je zapisal, da "nismo dvorjani na prestolu partijskih hierarhov!" Opozoril je tudi,  da se bo "cela Rdeča armada dvignila v bran sovjetskemu Carnotu, če se bo kdo dotaknil Trockega". Januarja 1924 so ga poklicali pred Orgbiro, ki ga je vodil Josif Stalin, in ga odpustili. 

## Diplomatska in sodniška kariera
Kasneje leta 1923 so Antonova-Ovsejenka poslali na misijo na Kitajsko, kar je pomenilo začetek njegove enajstletne kariere diplomata. Leta 1925 je bil odpoklican in imenovan za sovjetskega predstavnika na Češkoslovaškem. Bil je eden iz velike skupine privržencev Trockega, ki so bili decembra 1927 izključeni iz CPSU, vendar je bil eden prvih, ki so leta 1928 zahtevali ponovni sprejem v partijo. 
Kasneje je bil od leta 1928 odposlanec v Litvi in od leta 1930 na Poljskem. Maja 1934 je bil odpoklican v Moskvo, da bi postal javni tožilec. V tej vlogi je sodeloval na prvem od velikih moskovskih sojenj, na katerem sta bila glavna obtoženca Grigorij Zinovjev in Lev Kamenjev.V časniku Izvestja se je podpisal pod članek, v katerem je zahteval njuno ustrelitev. Kot tožilec je Antonov-Ovsejenko pomagal vzpostaviti prakso obsojanja "po proletarskih potrebah". 
Med špansko državljansko vojno je bil napoten v Barcelono kot sovjetski generalni konzul. V tej vlogi je usmerjal dobavo sovjetske pomoči Drugi španski republiki, dajal vojaške smernice republikanskim silam in pomagal pri zatiranju stranke POUM z grožnjami, da bo ZSSR umaknil podporo republiki, če POUM ne bo izključena iz vladajoče koalicije. 

## Aretacija, usmrtitev in rehabilitacija
Med krepitvijo Stalinovih čistk boljševiške stranke domnevnih vohunov in trockističnih protirevolucionarjev je bil Antonov-Ovsejenko odpoklican v Moskvo. Po enem mesecu brez službe je bil septembra 1937 imenovan za ljudskega komisarja za pravosodje Ruske SFSR in bil po samo enem mesecu na tem položaju noči z 11. na 12. oktober 1937 aretiran in zaslišan.
Sodili so mu "zaradi pripadnosti trockistični teroristični in vohunski organizaciji". 8. februarja 1938 je bil obsojen na smrt in 10. februarja 1938 ustreljen. Pokopan je bil na strelišču Komunarka. Njegova žena je bila ustreljena dva dni pred njim. 
Antonov-Ovsejenkov sostanovalec v zaporu se je spominjal: "Ko so ga poklicali na ustrelitev, se je Antonov začel od nas poslavljati, slekel jakno in čevlje, nam jih dal in šel na ustrelitev napol gol ... Pred 21 leti je z narobe nadetim klobukom in lasmi do ramen razglasil, da je začasna vlada odstavljena. Zdaj so ga bosega vodili na strelski vod". Po besedah sina Mihaila Tomskega Jurija je Antonov-Ovsejenko pred svojo smrtjo rekel: "Prosim tistega, ki bo živel do svobode, naj pove ljudem, da je bil Antonov-Ovsejenko boljševik in je ostal boljševik do svojega zadnjega dne". 
Posmrtno je bil  25. februarja 1956 rehabilitiran kot prvi nekdanji trockist. Za njegovo rehabilitacijo in vrnitev ugleda se je dolgo boril njegov sin  Anton, po poklicu zgodovinar.